# Litsea eberhardtii
Litsea eberhardtii är en lagerväxtart som beskrevs av H. Liou. Litsea eberhardtii ingår i släktet Litsea och familjen lagerväxter. Inga underarter finns listade i Catalogue of Life.